# Linnaemya compacta
Linnaemya compacta là một loài ruồi trong họ Tachinidae.